# Leisure 23
| Leisure 23-Segelzeichen      | Leisure 23-Segelzeichen            |
| ---------------------------- | ---------------------------------- |
|                              |                                    |
| Technische Daten (Überblick) |                                    |
| Schiffstyp:                  | Segelyacht                         |
| Länge (ü.a.):                | 6,90 m                             |
| Breite (ü.a.):               | 2,39 m                             |
| Tiefgang:                    | 0,81/1,19 m                        |
| Rumpfgeschwindigkeit:        | 6,2 kn                             |
| Leergewicht:                 | 1841 kg                            |
| Ballastanteil:               | 886 kg                             |
| Masthöhe:                    | 7,93 m                             |
| Antriebsart:                 | Segel / Außenborder / Einbaudiesel |
| Passagierkapazität:          | 5                                  |
| Baujahre:                    | 1975–1990                          |
| Bauwerft:                    | Cobramold Ltd, Großbritannien      |

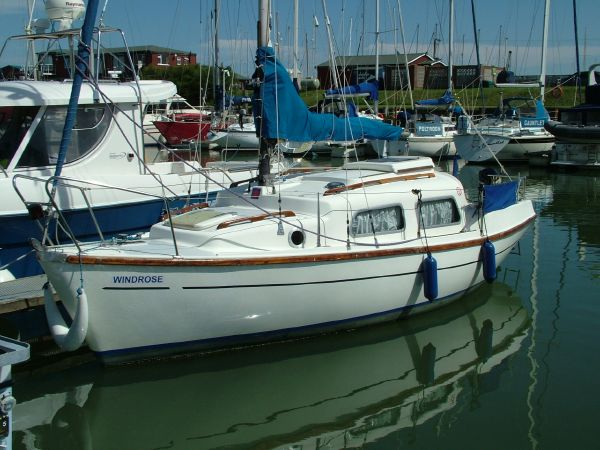
Eine Leisure 23

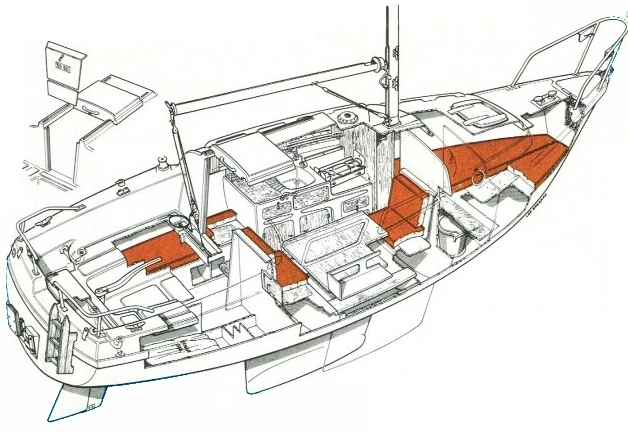
Eine Leisure 23 innen

Leisure 23 ist eine Serie von Sportbooten der britischen Firma Cobramold Ltd (die später in Brinecraft Ltd umbenannt wurde). Die Yacht ist hauptsächlich für Fahrten in küstennahen Seegewässern gebaut. Die Kimmkielversion (KK) ist aufgrund ihres geringen Tiefgangs und der Fähigkeit zum Trockenfallen für Fahrten in Tidengewässern geeignet.

## Geschichte
Die erste Version kam unter dem Namen Leisure 23 im Jahr 1975 als Nachfolger der Leisure 22 auf den Markt. Die Leisure 23 ist mit der Leisure 22 fast baugleich, der eine Fuß verlängert lediglich das Cockpit nach hinten. Grund für die Umstellung von Leisure 22 auf Leisure 23 war ein Problem der Leisure 22; diese saugt sich bei falscher Längstrimmung mit dem Heck fest. Die Leisure 23 tut dies nicht mehr und hat gegenüber der Leisure 22 bessere Manövrier- und Fahreigenschaften. Ab circa 1985 wurde eine Neuauflage als Leisure 23 SL vermarktet. Der Bau wurde 1990 eingestellt.
Die Yachten wurden hauptsächlich in England verkauft, einige wenige auch in Mitteleuropa, insbesondere in den Niederlanden und in Deutschland. Es wurden ungefähr 3000 Einheiten gebaut.

## Kielversionen
Die meisten Leisure 23 haben einen Kimmkiel und 0,81 m Tiefgang, die Mittelkielversion besitzt 1,19 m Tiefgang.

## Besegelung
| Großsegel: | 11,57 m² |
| Genua:     | 16,6 m²  |
| Fock:      | 9,7 m²   |
| Spinnaker: | 32,5 m²  |

## Motorisierung
Die meisten Boote sind mit einem Außenbordmotor ausgestattet, es gibt aber auch Varianten mit Einbaudiesel, diese dann meist mit Saildrive. 10 PS Motorleistung sind ausreichend, um die Rumpfgeschwindigkeit zu erreichen.

## Deck
Das Cockpit bietet Platz für sechs Personen. Zwischen Cockpit und Heck befindet sich eine geräumige Backskiste. Auf dem Vorschiff befindet sich eine Luke, die in die darunterliegende Vorschiffskabine führt.

## Kajüte

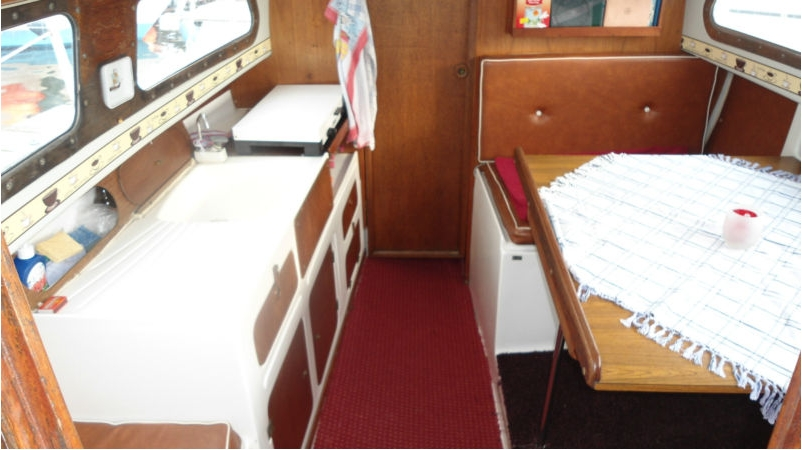
Eine Leisure 23 von innen

Im Vorschiff ist eine Doppelkoje untergebracht. Die Liegefläche der Steuerbordkoje ist etwas verkürzt, dafür ist an dieser Stelle eine Toilette eingebaut. Die Toilette ist normalerweise durch eine klappbare Tür umschlossen, bei Benutzung wird diese Tür als Trennwand zum restlichen Innenschiff verwendet, die Vorschiffkabine bildet dann den Toilettenraum. Auf der Backbordseite im Mittelschiff befindet sich die Pantry; diese verfügt über ein Waschbecken sowie eine zweiflammige Kochstelle, einen Arbeitsplatte und Staumöglichkeiten. Auf der Steuerbordseite befindet sich ein Tisch mit zwei Bänken, auf denen je eineinhalb erwachsene Personen sitzen können. Der Tisch kann so weit abgesenkt werden, dass er zusammen mit den Bänken Schlafplatz für weitere zwei Personen bildet. Eine fünfte Koje befindet sich auf der Backbordseite, wobei ein Teil der Koje unter der Sitzfläche des Cockpits liegt.

## Test durch Fachzeitschrift Yacht
In der Zeitschrift Yacht wurde 1975 in Heft 7, Seite 108 ff., ein Test der Leisure 22, dem Vorläufer der Leisure 23 veröffentlicht. Darin werden die schmalen Seitendecks, die Manövriereigenschaften und scharfkantige Kajütlukschienen bemängelt und folgende Punkte hervorgehoben: der Wohnkomfort durch den breiten Kajütaufbau, das geschützte Cockpit, die Kursstabilität sowie die gute Anfangsstabilität und das weiche Einsetzen bei Seegang.